# Kizilsu

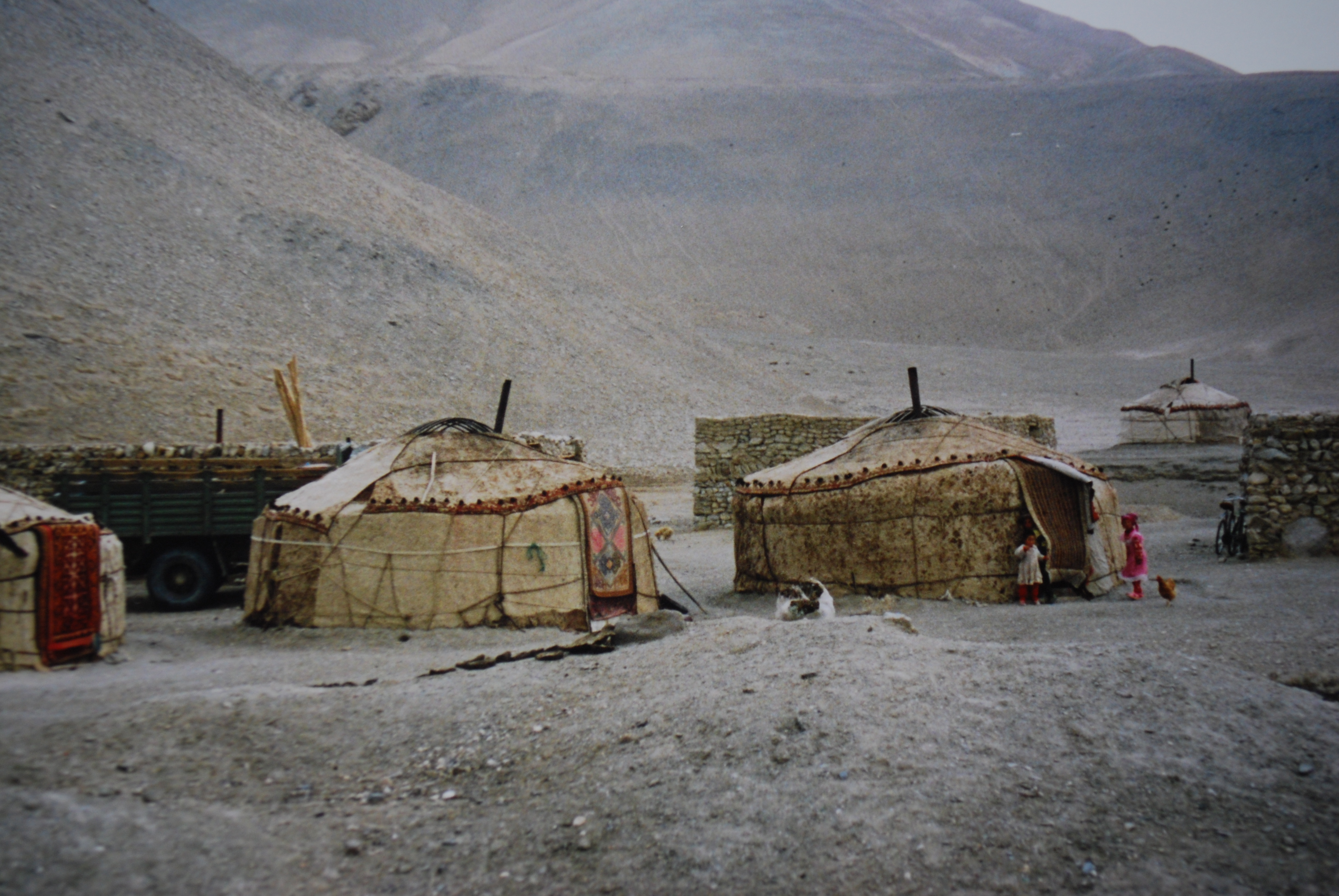
Jurten der Kirgisen in Kizilsu

Der Kirgisische autonome Bezirk Kizilsu (chinesisch 克孜勒蘇柯爾克孜自治州, Pinyin Kèzīlèsū Kē’ěrkèzī zìzhìzhōu; uigurisch قىزىلسۇ قىرغىز ئاپتونوم ئوبلاستى / Ⱪizilsu Ⱪirƣiz Aptonom Oblasti; von kizilsu, kirgisisch für „rotes Wasser“) ist ein chinesischer autonomer Bezirk und liegt im Südwesten des Uigurischen autonomen Gebietes Xinjiang. Seine Hauptstadt ist Artux (阿圖什市). Kizilsu hat eine Fläche von 70.916 km² und 622.222 Einwohner (Stand: Zensus 2020). Dem autonomen Bezirk unterstehen auf Kreisebene eine Stadt (Artux) und drei Kreise.
Beim Zensus im Jahre 2000 hatte Kizilsu 439.688 Einwohner (Bevölkerungsdichte: 6,36 Einw./km²).

## Administrative Gliederung
Auf Kreisebene setzt sich Kizilsu aus einer kreisfreien Stadt und drei Kreisen zusammen. Diese sind (Stand: Zensus 2010):
- Stadt Artux – 阿图什市 Ātúshí Shì, 11.545 km², 38.876 Einwohner;
- Kreis Akto – 阿克陶县 Ākètáo Xiàn, 24.555 km², 199.065 Einwohner;
- Kreis Akqi – 阿合奇县 Āhéqí Xiàn, 15.698 km², 240.368 Einwohner;
- Kreis Ulugqat – 乌恰县 Wūqià Xiàn, 19.118 km², 47.261 Einwohner.

### Ethnische Gliederung der Bevölkerung (2000)
| Name des Volkes | Einwohner | Anteil  |
| --------------- | --------- | ------- |
| Uiguren         | 281.306   | 63,98 % |
| Kirgisen        | 124.533   | 28,32 % |
| Han             | 28.197    | 6,41 %  |
| Tadschiken      | 4.662     | 1,06 %  |
| Hui             | 432       | 0,1 %   |
| Sonstige        | 558       | 0,13 %  |